# Lampaul-Guimiliau
Lampaul-Guimiliau [lɑ̃pɔl ɡimiljo] (bretonisch Lambaol-Gwimilio) ist eine französische Gemeinde mit 2004 Einwohnern (Stand 1. Januar 2022) im Département Finistère in der Region Bretagne. Sie gehört zum Gemeindeverband Communauté de communes du Pays de Landivisiau.

## Bevölkerungsentwicklung

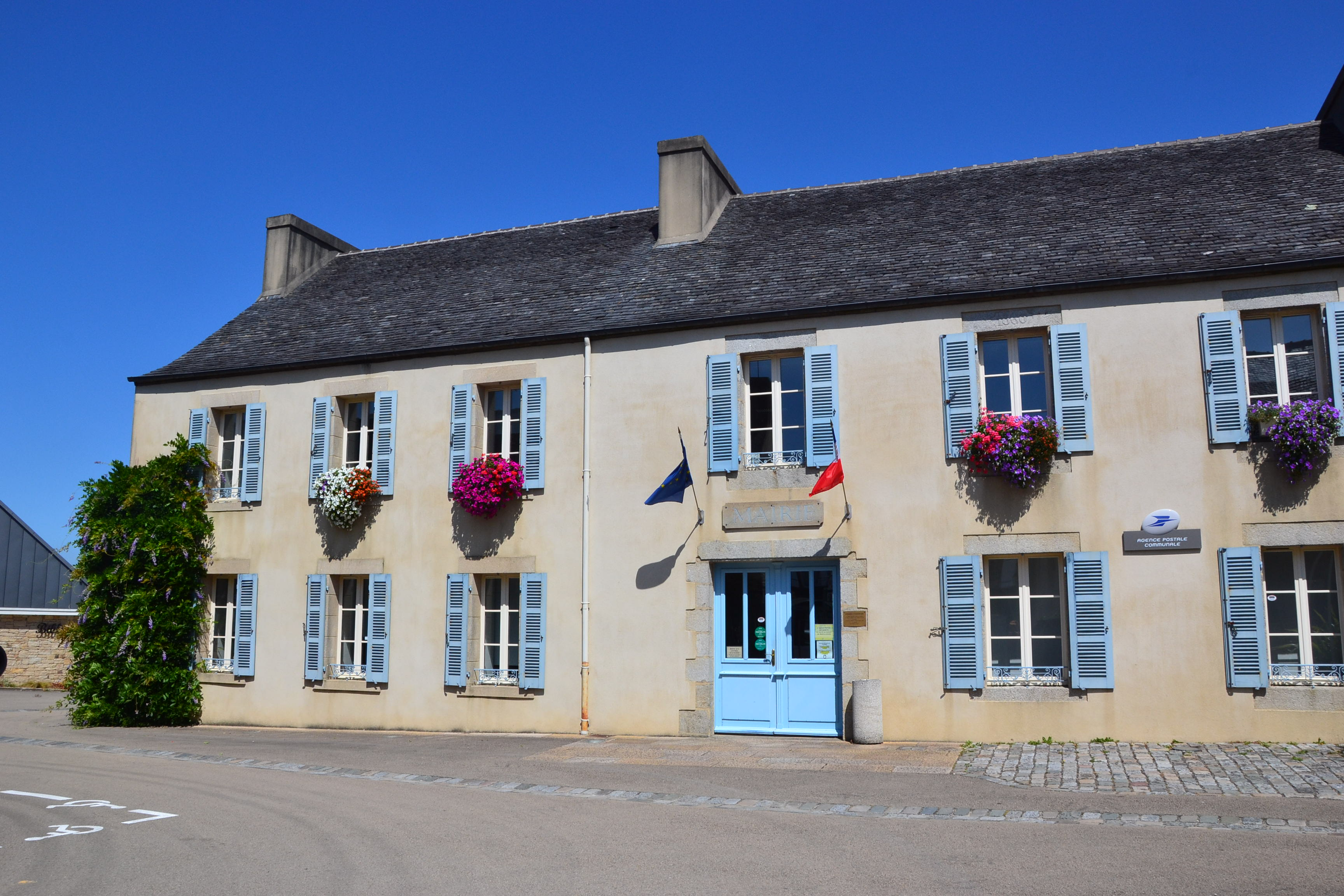
Mairie (Rathaus)

| Jahr                       | 1962 | 1968 | 1975 | 1982 | 1990 | 1999 | 2009 | 2017 | 2020 |
| Einwohner                  | 1143 | 1149 | 1540 | 1973 | 2037 | 1990 | 2028 | 2058 | 2023 |
| Quellen: Cassini und INSEE |      |      |      |      |      |      |      |      |      |

## Sehenswürdigkeiten
In dem kleinen Ort findet man einen der berühmten Umfriedeten Pfarrbezirke der Bretagne. Zum Pfarrbezirk von Lampaul-Guimiliau gehört eine Pfarrkirche mit buntem Triumphbalken.
Lange Zeit fand ein Wettstreit um den bedeutendsten Umfriedeten Pfarrbezirk statt, besonders mit den Nachbargemeinden Guimiliau und Saint-Thégonnec.
Siehe auch: Taufbecken Notre-Dame (Lampaul-Guimiliau)

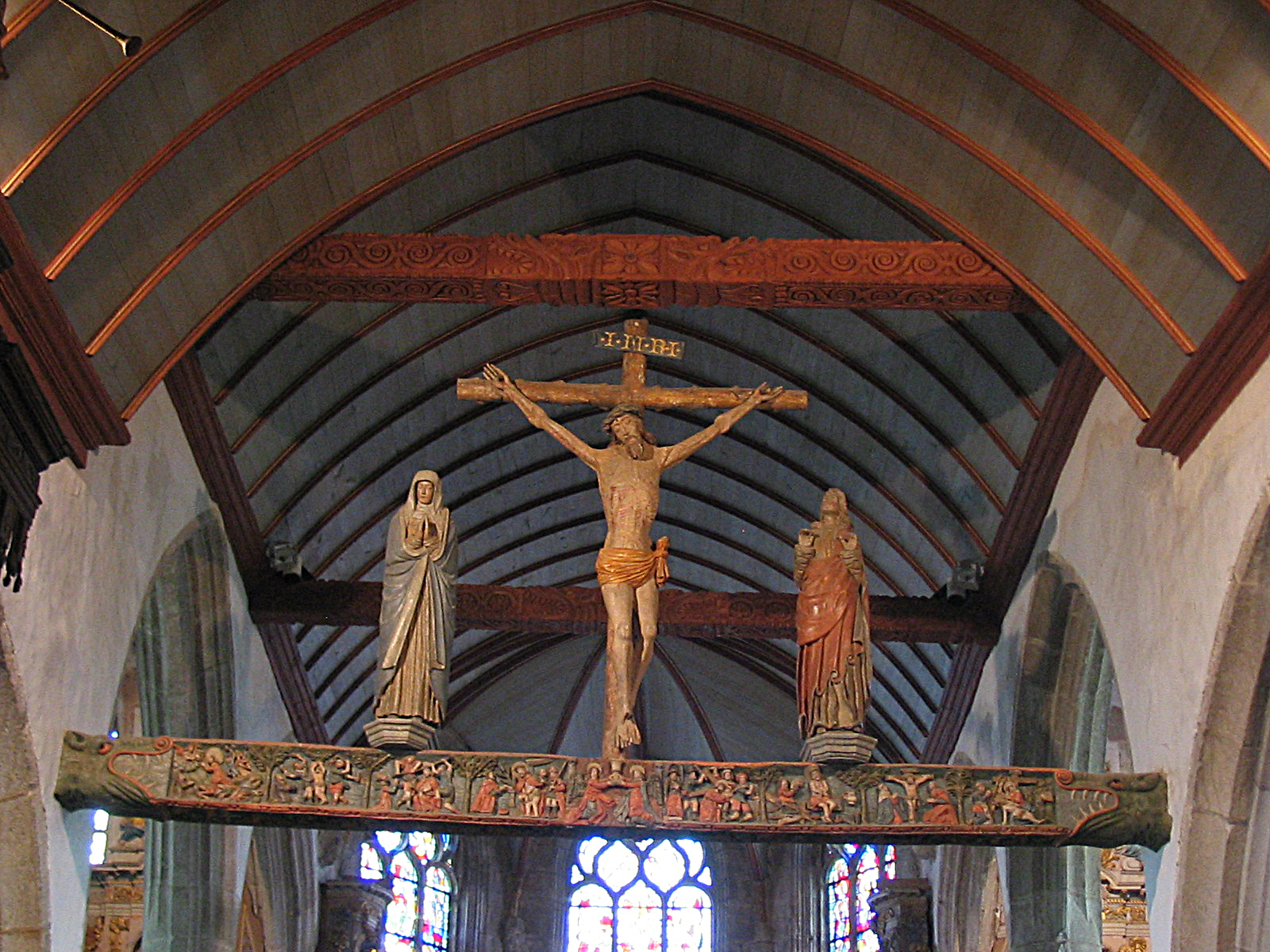
Triumphbalken in der Kirche von Lampaul-Guimiliau
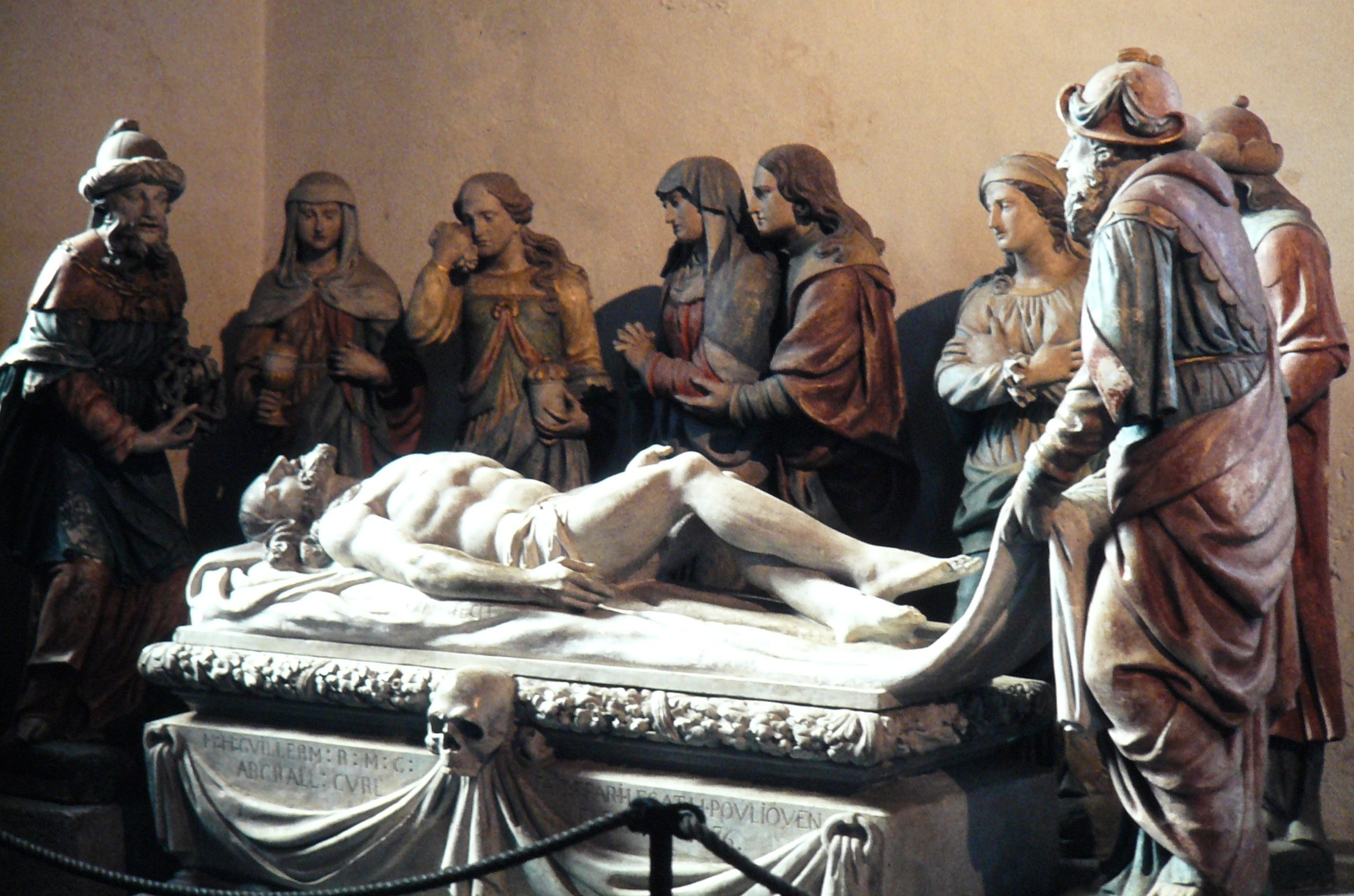
Grablegungs-Skulpturengruppe von Antoine Chavagnac

## Persönlichkeiten
- Valérie Nicolas (* 12. März 1975),  Handballspielerin und -trainerin